# Замкнутое множество
Замкнутое множество — множество, содержащее свои предельные точки.
Впервые определено Георгом Кантором в 1884 году.

## Определения
Пусть дано топологическое пространство {\displaystyle (X,\tau )}, тогда следующие утверждения эквивалентны:
1. Множество {\displaystyle A\subseteq X} замкнуто в {\displaystyle X}.
2. {\displaystyle A^{c}=X\setminus A}, является открытым подмножеством {\displaystyle (X,\tau )}, то есть {\displaystyle A^{c}\in \tau }.
3. {\displaystyle A} совпадает со своим замыканием в {\displaystyle X}.
4. {\displaystyle A} содержит все свои предельные точки.
5. {\displaystyle A} содержит все свои граничные точки.

### Замечания
Важный подкласс замкнутых множеств образуют канонически замкнутые множества, каждое из которых является замыканием какого-либо открытого множества (и, следовательно, совпадает с замыканием своей внутренности). В каждом замкнутом множестве {\displaystyle F} содержится максимальное канонически замкнутое множество — им будет замыкание внутренности множества {\displaystyle F}.
Альтернативное определение замкнутого множества вводится с помощью последовательностей и сетей. Так, множество {\displaystyle A} топологического пространства {\displaystyle X} замкнуто в {\displaystyle X} тогда и только тогда, когда любой предел всякой сети из {\displaystyle A} также лежит в {\displaystyle A}. В пространствах, удовлетворяющих первой аксиоме счётности (в том числе метрических пространствах) достаточно доказать сходимость всех последовательностей, вместо сетей. Одним из достоинств этого определения является возможность определить пространства сходимости — обобщения топологических пространств. Стоит заметить, что такое определение зависит от окружающего пространства {\displaystyle X}, так как сходимость последовательности или сети зависит от точек, содержащихся в {\displaystyle X}.
Будем говорить, что точка {\displaystyle x\in X} близка к множеству {\displaystyle A\subseteq X}, если {\displaystyle x\in \mathrm {cl} _{X}A}, где {\displaystyle \mathrm {cl} _{X}A} означает замыкание {\displaystyle A} в {\displaystyle X}.
Тогда можно непосредственно определить замкнутые множества:

множество замкнуто тогда и только тогда, когда оно содержит все свои близкие точки.
В терминах сходимости сетей, точка {\displaystyle x\in X} близка к {\displaystyle A}, только если существует сеть в {\displaystyle A}, сходящаяся к {\displaystyle x}.
Замкнутые множества можно также определить через непрерывные функции: отображение {\displaystyle f:X\rightarrow Y} непрерывно тогда и только тогда, когда {\displaystyle \forall A\subseteq X:f(\mathrm {cl} _{X}A)\subseteq \mathrm {cl_{Y}} (f(A))}, то есть близкие точки {\displaystyle A} при {\displaystyle f} переводятся в близкие точки образа {\displaystyle f}.
Выше, понятие замкнутого множество было дано в терминах открытых множеств, которое справедливо в контексте топологических пространств и пространств, несущих топологическую структуру.
Замкнутость множества зависит от пространства, в которое оно вложено.
Так, например, компактные хаусдорфовы пространства являются «абсолютно замкнутыми» в том смысле, что при вложении компактного хаусдорфова пространства {\displaystyle D} в произвольное хаусдорфово пространство {\displaystyle X}, {\displaystyle D} будет всегда замкнуто в {\displaystyle X}.
В этом смысле, компактификация Стоуна — Чеха может быть описана, как дополнение пространства пределами расходящихся сетей.
Замкнутые множества дают удобное определение компактности: топологическое пространство {\displaystyle X} компактно тогда и только тогда, когда всякое семейство непустых замкнутых подмножеств {\displaystyle X} с пустым пересечением допускает конечное подсемейство с пустым пересечением.

## Связанные определения
Множества, которые одновременно являются и открытыми, и замкнутыми, называются открыто-замкнутыми.
Множества, полученные объединением счётного числа множеств называются F-сигма-множествами или {\displaystyle F_{\sigma }}.

## Свойства
- Замкнутое множество содержит свою границу. Это справедливо в том числе для множеств с пустой границей.
- Любое пересечение счётного количества замкнутых множеств также замкнуто.
- Объединение конечного количества замкнутых множеств замкнуто.
- Само пространство и пустое множество являются замкнутыми.
- Топологическое пространство {\displaystyle X} несвязно, если существуют непересекающиеся непустые открытые множества {\displaystyle A,B\subset X}, объединение которых есть {\displaystyle X}.

## Примеры
- Замкнутый промежуток {\displaystyle [a,b]} числовой прямой замкнут.
- Единичный отрезок {\displaystyle [0,1]} замкнут в метрическом пространстве над {\displaystyle \mathbb {R} }, и множество {\displaystyle [0,1]\cap \mathbb {Q} } замкнуто в {\displaystyle \mathbb {Q} }, но не замкнуто в {\displaystyle \mathbb {R} }.
- Множество {\displaystyle [0,1)} ни замкнуто, ни открыто.
- Луч {\displaystyle [1,+\infty )} замкнут.
- Канторово множество является необычным примером замкнутого множества, состоящего только из своих граничных точек, являясь при этом нигде не плотным.
- Одноточечные множества замкнуты в пространствах, удовлетворяющих первой аксиоме отделимости, и хаусдорфовых пространствах.
- Множество целых чисел {\displaystyle \mathbb {Z} } является бесконечным и неограниченным замкнутым множеством в {\displaystyle \mathbb {R} }.
- Отображение {\displaystyle f:X\rightarrow Y} между топологическими пространствами непрерывно тогда и только тогда, когда прообразы замкнутых множеств {\displaystyle Y} замкнуты в {\displaystyle X}.